# Schweiz Billie Jean King Cup-lag
Schweiz Billie Jean King Cup-lag representerar Schweiz i tennisturneringen Billie Jean King Cup, och kontrolleras av Schweiz tennisförbund. 

## Historik
Schweiz deltog första gången i turneringen 1963. Laget slutade tvåa 1998 och 2020–2021.
År 2022 vann laget turneringen för första gången, genom att besegra genom att besegra Australien med 2–0 vid finalen i Glasgow den 13 november.